# Stadion Narodowy Bukit Jalil
Stadion Narodowy Bukit Jalil (malajski Stadium Nasional Bukit Jalil) – wielofunkcyjny stadion w Bukit Jalil, niedaleko stolicy Malezji, Kuala Lumpur. Wyposażony jest w bieżnię lekkoatletyczną i zadaszone trybuny dla 87 411 widzów. Jest częścią narodowego kompleksu sportowego Sukan Negara. Został wybudowany w latach 1992–97 z myślą o Igrzyskach Wspólnoty Narodów 1998. Był także jedną z aren piłkarskiego Pucharu Azji 2007.